# Alfred Schreuder
Alfred Schreuder   (Barneveld, 2 de novembre de 1972) és un entrenador de futbol i exfutbolista neerlandès. L'últim equip al que va dirigir va ser el TSG 1899 Hoffenheim de la Bundesliga.

## Trajectòria

### Com a jugador
Schreuder jugava com a migcampista i va vestir les samarretes del RKC Waalwijk, NAC Breda, Feyenoord, FC Twente i SBV Vitesse, sent quest el seu últim fins a la seva retirada al gener de 2009.

### Com a entrenador
Va començar la seva carrera com a entrenador immediatament després de la retirada, al propi SBV Vitesse.
L'estiu de 2009, va fitxar com a segon entrenador de Steve McClaren a l'FC Twente. Després de la sortida de McClaren al febrer de 2013, Schreuder va assumir el càrrec entrenador interí, però com que no tenia la llicència UEFA d'entrenador Michel Jansen va ocupar oficialment el càrrec a partir de març de 2013. Al maig de 2014, Schreuder obté la llicencia UEFA i es converteix de manera oficial en entrenador del Twente sent Jansen el seu assistent. L'agost de 2015, és cessat després d'haver aconseguit sol un punt en les quatre primeres jornades de lliga.
El 26 d'octubre de 2015, Schreuder es va mudar a Alemanya per ser l'entrenador assistent de Huub Stevens en el TSG 1899 Hoffenheim. Va continuar després amb aquest càrrec, quan el club va estar sota la direcció de Julian Nagelsmann.
El 5 de gener de 2018, l'Ajax va arribar a un acord amb el neerlandès, i el va contractar com a segon entrenador sota la direcció d'Erik ten Hag.
Al març de 2019 va ser nomenat director tècnic del TSG 1899 Hoffenheim. Es va desvincular del club alemany al juny de 2020, mancant quatre jornades per al final de la Bundesliga, per discrepàncies amb els dirigents sobre el futur de l'equip, que ocupava la 7a. posició del campionat domèstic.
El 19 d'agost de 2020, es converteix en l'ajudant de Ronald Koeman al FC Barcelona.